# Épreville-près-le-Neubourg
Épreville-près-le-Neubourg település Franciaországban, Eure megyében. Lakosainak száma 444 fő (2022. január 1.). Épreville-près-le-Neubourg Combon, Écardenville-la-Campagne, Le Neubourg, Le Tremblay-Omonville és Villez-sur-le-Neubourg községekkel határos.

## Népesség
A település népességének változása:
| Lakosok száma | 279  | 332  | 349  | 423  | 500  | 483  | 471  | 460  | 454  | 444  |
|               | 1968 | 1982 | 1990 | 2006 | 2013 | 2015 | 2017 | 2019 | 2020 | 2022 |